# God Save the Rave
A "God Save The Rave" a német Scooter és a Harris & Ford duó közös kislemeze, mely 2019. május 31-én jelent meg, az azonos című nagylemez címadó dala. Ez a második kislemez, mely a Chapter Six alatt jelent meg, az új munkamenetnek megfelelően: nem album készítésére fordították az energiákat, hanem minél sűrűbb időközönként egy-egy dal megjelentetését tűzték ki célul. 2022-ben Ausztriában és Svájcban aranylemez státuszba került.

## Története
Alig egy hónappal a "Rave Teacher" megjelenése után képek jelentek meg arról, hogy a Harris & Ford a Scooter stúdiójában dolgozik. Ezt követően Sebastian Schilde osztott meg Instagram profilján egy hang nélküli rövid videót arról, hogy az új, éppen elkészült számot hallgatják. Azután május közepén megjelent a #GSTR hashtag először a Harris & Ford, majd a Scooter többi tagjának oldalán, ezzel egyidejűleg H.P. Baxxter sorra olyan fényképeket posztolt, mely alapján végiglátogatta az Egyesült Királyság híresebb kastélyait.
Az új kislemezt hivatalosan május 24-én jelentették be, a borítója leleplezésével. Ezen egy hasonló kép látható, mint a "Rave Teacher"-en: három hangfal látható a Buckingham-palota előtt, amelyek mellett egy őr áll, az ég pedig baljósan sötéten felhős. A dal stílusát tekintve próbálja megragadni a 2000-es évek hands up divatját, hasonlóan a "Rave Teacher"-hez.
Érdekesség, de ezúttal került fel B-oldal, ami viszont nem más, mint az előző kislemez, a "Rave Teacher". Extended verzió a megjelenés után 3 héttel, videóklip 2 héttel később érkezett. Az Extended változat nem csak egy egyszerűen megnyújtott verzió, hanem nagyobb különbségek is vannak.

## Számok listája

### Első kiadás (2019. május 31.)
1. God Save The Rave (3:12)
2. Rave Teacher (Somebody Like Me)  (3:15)

### Második kiadás (2019. június 21.)
1. God Save The Rave (3:12)
2. God Save The Rave (Extended) (5:08)

## Más változatok
A 2020-ban megjelent "I Want You To Stream" című koncertalbumon hallható a dal koncertváltozata. Ebben a legutolsó refrént megtoldották pár másodperccel.

## Közreműködtek
- H. P. Baxxter (szöveg)
- Sebastian Schilde, Michael Simon (zene)
- Jens Thele (producer)
- Kevin Kridlo, Patrick Poehl (Harris & Ford)
- Vanessa Schulz (refrén ének)

## Videóklip
A klip két héttel a kislemez megjelenése után jött ki. Ezúttal is szerepet kap benne egy autó, mellyel a Scooter tagjai és a Harris & Ford duó egy benzinkúthoz mennek. H.P. Baxxter vacsorát rendel magának, miközben a többiek elvannak a kúton. A táncosok ezúttal az autómosó hatalmas mosókeféjének öltöztek.
Ez a Scooter történetének első 21:9 képarányban rögzített videóklipje.